# Klettergebiet Kochel

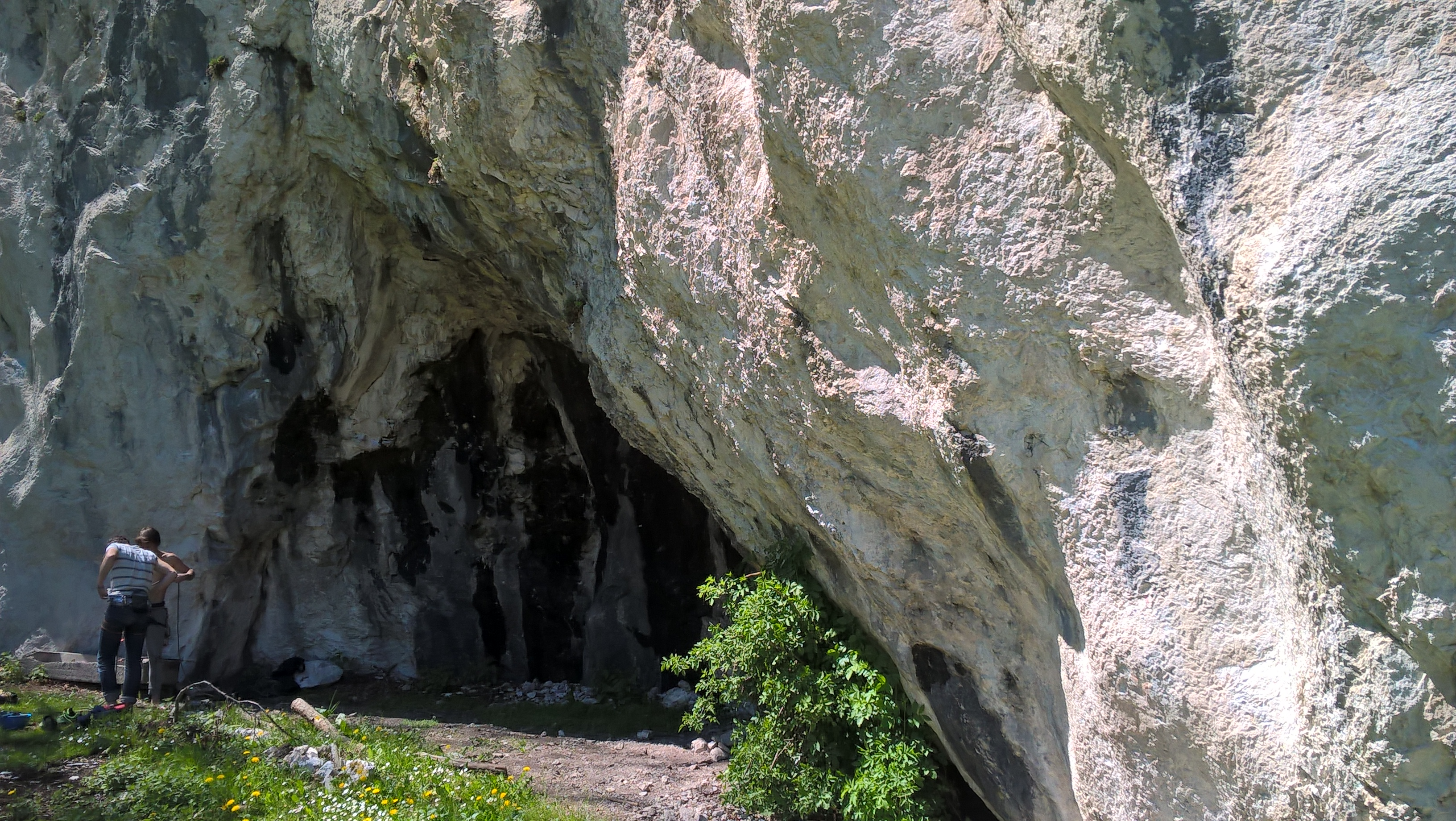
Kletterwand am Altjoch bei Kochel

Das Klettergebiet Kochel ist ein Sportkletter- und Bouldergebiet am nördlichen Alpenrand rund um den Kochelsee. Das Kalksteingebiet verfügt über mehr als 500 Routen und ebenso viele Boulder an mehr als 30 Felswänden. Die einzelnen Sektoren sind zwischen 8 und 55 Meter hoch, die meisten Routen befinden sich im siebten französischen Schwierigkeitsgrad oder darüber.
Die Felswände sind meist senkrecht bis leicht überhängend, die Kletterei gilt als technisch anspruchsvoll. Teilweise ist das Gestein brüchig, weshalb in einigen Routen und Bouldern lose Griffe und Tritte mit Sika befestigt wurden. Eine direkt am Kochelsee gelegene Wand wird für Deep Water Soloing genutzt.
Das Gebiet umfasst die Gegend um die Berge Sonnenspitz, Jochberg, Herzogstand und Rötelstein. Zu den Erschließern zählen unter anderem Toni Lamprecht, Thomas Bucher, Sepp Gschwendtner und Stefan Glowacz.

## Wände
Wände, an denen sowohl Boulder- wie auch Klettermöglichkeiten bestehen.
- Atlantiswand 
 Sie ist mit mehr als 80 Routen die größte der Wände in Kochel. Die meisten der Kocheler Routen im Grad 9a ziehen hier durch den teilweise stark überhängenden Felsriegel, alle erstbegangen von Toni Lamprecht. Am Fuß der Wand befinden sich zahlreiche Boulder, darunter – ebenfalls von Lamprecht erstbegangen – Marla Singer (Fb. 8c) sowie Bokassa’s Fridge – Assin, Monkey and Man (Fb. 8c+), zwei der schwersten Boulder der Welt.[2]
- Afrika-Wand 
 Ab 1988 begann, angestoßen u. a. von Ralf Lange, die Erschließung von Sportkletterrouten an dieser 35 Meter hohen Wand. Heute ist sie die zweitgrößte in Kochel, die Routen liegen in den UIAA-Schwierigkeitsgraden 7 bis 11.
- Betongwand bzw. Rauschwand
- E'rdbeerwand bzw. Ärdbeerwand
- Frosch
- Keltenwände
- Kienstein
- Reservat
- Rocky-Wand
- Sonnenwand
- Traumfängerwand
- Untere Seewand
- Versteckte Wände

Reine Sportkletterwände:
- Barking Spiders Wand
- Wand der Sandkastenspiele
- Schmiedwand
- Neuseelandwand
- Panoramawand
- Schlehdorfer Wand
- Bimboland

Reine Boulderwände:
- Bio’s Bahnhofklo
- Rauchwand
- Lochwand
- Men in Black
- Grag X & Kressbrock
- Güllischmiede
- Tickwall & Lamprechtshausen
- Sonne, Mond und Sterne
- Friedhof der Kuscheltiere